# Daniel Jover Torregrosa
Daniel Jover Torregrosa (Alacant, 1956) és autor, mestre i educador, i assessor sobre temes relacionats amb l'educació i l'ocupació en diverses institucions públiques i privades.
És cofundador de l'Equip Promocions, Xarxa de coneixements, una organització privada del tercer sector que pretén promoure i impulsar l'economia social i solidària local, la creació d'ocupació i empreses, la formació i la inserció professional. També és president de l'Associació per a la Promoció d'Iniciatives Socials i Econòmiques (APRISE), que pretén generar oportunitats de treball a persones en risc o en situació d'exclusió social.
Es va iniciar en l'educació en el lleure participant en l'escoltisme (Agrupament Escolta Lucentum dels salesians i Mowgli d'Alacant). Aquesta experiència va marcar la seva trajectòria posterior en veure que el fet educatiu anava més enllà de l'escola i que podia ser una eina per transformar l'entorn. Va ser membre de l'escola-cooperativa Gregal (1979-1982) on va aprofundir a l'entorn de l'autogestió pedagògica i el desenvolupament comunitari. Més endavant va ser coordinador de Formació del primer Servei d'Ocupació Juvenil de l'Àrea de Joventut i Esports de l'Ajuntament de Barcelona (1982-1986).
Ha sistematitzat i teoritzat la seva experiència com a autor i coautor de diferents publicacions en què defensa el poder de l'educació per transformar la societat i el treball digne basat en criteris de sostenibilitat, responsabilitat social i compromís amb el territori. Forma part del Seminari Social del Centre d'Estudis Cristianisme i Justícia (Fundació Lluís Espinal) i del Patronat de la Fundació Roca i Galés (2016-2020). A més forma part, com Aprise o Promocions, de la Xarxa d'Economia Solidària i de la Xarxa d'economia social de Barcelona. És també un dels impulsors de la Universidad Rural Paulo Freire, amb la qual ha portat a terme un projecte de desenvolupament local a la població d'Amayuelas de Abajo (Palència) amb la intenció de recuperar coneixements tradicionals agrícoles i ramaders i adaptar-los a la realitat actual.
L'octubre de 2011 Jover participà com a ponent en el I Congrés Internacional Educación y soberanía alimentaria, organitzat per Educació sense Fronteres. També ha participat en el III Congrés de Lleure Educatiu, organitzat per la Fundació Pere Tarrés i celebrat a Barcelona l'octubre del 2015.

## Obra seleccionada
- Jover Torregrosa, Daniel. Formación, inserción y empleo juvenil : apuntes desde una experiencia.  Madrid: Popular, D.L. 1988. ISBN 84-86524-60-1.
- Jover Torregrosa, Daniel. La Formación ocupacional : para la inserción, la educación permanente y el desarrollo local.  Madrid: Popular, DL. 1990. ISBN 84-7884-019-2.
- Jover Torregrosa, Daniel. Praxi de l'esperança : educació, ocupació i economia social.  Barcelona: Denes, DL 2007. ISBN 978-84-935267-5-7.
- Jover Torregrosa, Daniel. Educar, trabajar, emprender : cuaderno de esperanza. 1a. ed.  Barcelona: Icaria, D.L. 2012. ISBN 978-84-9888-416-6.
- Daniel., Jover Torregrosa,. Memoria de la esperanza : redes de ternura y solidaridad.  Icaria, 2015. ISBN 978-84-9888-643-6.

### Obra literària
- Jover Torregrosa, Daniel. Sol i sal de mar paisatges de la memòria, gramàtica de l'esperança. 1a. ed.  Barcelona: Icara, 2010. ISBN 978-84-9888-209-4.

- Jover Torregrosa, Daniel. Mar de luz : cooperación y fraternidad. 1ª ed.  Barcelona: Icaria, 2016. ISBN 978-84-9888-751-8.